# Мышеловка (альбом)
«Мышеловка» — четвёртый студийный альбом советской панк-рок группы «Гражданская оборона», записанный омским музыкантом Егором Летовым в одиночку. Выпущен в 1987 году, многократно переиздавался впоследствии. Первый альбом из цикла 1987 года. «Мышеловка» включена в сводку «100 магнитоальбомов советского рока» журналиста Александра Кушнира.

## История

Выступление Гражданской обороны в 1989 году в ДК МЭИ, Москва

Группа, носившая изначально название «Посев», появилась в советском городе Омске в 1982 году. Затем музыканты Егор Летов и Константин Рябинов 8 ноября 1984 года переименовали проект в «Гражданскую оборону». После выпуска нескольких альбомов группа привлекла внимание советского КГБ, в результате Рябинова отправили на службу в армию, а Летова — в психиатрическую лечебницу. После того как Летов был выписан, он потерял связь со своими друзьями и товарищами, поскольку сотрудниками КГБ с них были взяты подписки о том, что они не станут контактировать с Летовым. В этот период он один учится играть на различных музыкальных инструментах.

В 1986 году был написан ряд песен, основанных на стихах, написанных в психиатрической больнице. Единственной группой, которая сотрудничала с Летовым, являлся фолк-коллектив Пик Клаксон. Вместе с ними в апреле, в составе объединения «Адольф Гитлер», Летов выступил на рок-фестивале в Новосибирске. По возвращении в Омск Егор Летов начинает работу над альбомом «Мышеловка», который записывается в течение двух недель наряду с другими альбомами цикла 1987 года в мае—июне: «Красный альбом», «Хорошо!!», «Некрофилия» и «Тоталитаризм». По словам Летова, альбом был записан в мае за несколько дней. Такими словами музыкант описал чувства, испытанные им по окончании работы над «Мышеловкой»: 
...когда я закончил «Мышеловку», свёл и врубил на полную катушку, то начал самым неистовым образом скакать по комнате до потолка и орать от раздирающей радости и гордости. Я испытал натуральный триумф.Егор Летов
Летов предпочитал создавать намеренно «грязный» звук с обилием шумовых эффектов, противопоставляя свою музыку остальному року тех времён. Альбом «Мышеловка» был записан при помощи техники многократного наложения одного звукового потока на другой, Летов использовал при этом два магнитофона «Олимп-003». Он настроил их таким образом, чтобы звук становился как можно менее качественным. Барабанные партии записывались изначально достаточно медленно, а затем плёнка многократно ускорялась, создавая нужное звучание. После барабанов записывались гитары, а затем поверх плёнки с инструментами был наложен вокал. Готовая запись прошла самодельный ревербератор.
Альбом многократно переиздавался на территории России. Впервые этим занялась компания ХОР в 90-х годах. Затем издавался в 2006 году лейблом «Мистерия звука» и в 2015 году издательством «Выргород». Портал KM.RU отмечает в издании 2015 года наличие большого количества фотографий, а также приведённые в соответствие с оригиналом положения и названия песен: в издании от «Мистерии звука», к примеру, песня «Бред» иногда ошибочно называлась «Кошмар». Издательство также провело ремастеринг песен.
Ко дню рождения музыканта школа «Образ» в 2016 году выпустила сурдоперевод одноимённой песни «Мышеловка».

## Тематика
Альбом «Мышеловка», записанный в жанре панк-рока, содержит большое количество нецензурной лексики и анархических лозунгов. Летов написал 15 коротких песен, отличавшихся прежде всего антисоветским содержанием. А. С. Новицкая в своей периодизации относит «Мышеловку» к «расцвету» группы, длившегося с 1985 по 1989 годы. Тексты, написанные в этот период, она характеризует как «юношеское стремление заявить о себе», а самого Егора Летова того времени она называет «юношей со сформировавшимися убеждениями». На примере песни «Пошли вы все на хуй» исследовательница рассматривает прямое обращение Летова через тексты своих песен к «обывателям». В песне «Следы на снегу», в разных вариациях появляющаяся вплоть до последнего альбома Гражданской обороны — «Зачем снятся сны?» (2007), Новицкая усматривает поднятый Летовым вопрос смерти и «не-существования реальности». Лирический герой стихотворения «перестал обладать физическим телом», тем самым избежав для себя возможной «смертельной опасности». Также она видит в словах «Чужие заподозрили, что я ебанулся» мотив безумия и отторжения окружающими лирического героя.

## Восприятие
Сам Летов высоко ценил свою работу: «Это — фактически мой первый „достойный“ альбомчик, за который мне не стыдно». Музыкальный журналист Александр Кушнир заявил, что альбом «Мышеловка», невзирая на техническую простоту записи, стал «одним из самых живых и яростных» альбомов в истории советского рока. Записанные Летовым песни критик сравнил с музыкальными группами Калифорнии 60-х годов. Вокал музыканта «не имел аналогов», утверждал Кушнир, сравнивая его голос с «рычанием». Он также отметил обилие в текстах «злости» и запоминающихся рефренов. Журналист музыкального издания Fuzz видит в тексте композиции «Дитё» влияние Джона Лайдона, а саму песню как «русскую версию» «Anarchy in UK» британской панк-рок группы Sex Pistols.

## Список композиций
Авторство музыки и песен принадлежит Егору Летову.
| №   | Название              | Длительность |
| --- | --------------------- | ------------ |
| 1.  | «Так же как раньше»   | 0:14         |
| 2.  | «Он увидел солнце»    | 3:38         |
| 3.  | «Пластилин»           | 2:28         |
| 4.  | «Следы на снегу»      | 2:16         |
| 5.  | «Умереть молодым»     | 1:45         |
| 6.  | «Дитё»                | 2:42         |
| 7.  | «Жёлтая пресса»       | 2:16         |
| 8.  | «Иван Говнов»         | 1:45         |
| 9.  | «Дезертир»            | 2:35         |
| 10. | «ЦК»                  | 1:59         |
| 11. | «Бред»                | 2:13         |
| 12. | «Мимикрия»            | 1:32         |
| 13. | «Слепое бельмо»       | 2:17         |
| 14. | «Пошли вы все на хуй» | 2:37         |
| 15. | «Мышеловка»           | 0:57         |

| №   | Название                         | Длительность |
| --- | -------------------------------- | ------------ |
| 16. | «Хороший автобус»                | 2:31         |
| 17. | «Хорошо!»                        | 1:47         |
| 18. | «Красное знамя»                  | 2:03         |
| 19. | «Кровавое лето»                  | 0:05         |
| 20. | «Здравствуй, чёрный понедельник» | 2:17         |
| 21. | «Скоро настанет совсем»          | 2:10         |